# 宝谷紘一
宝谷 紘一（ほうたに ひろかず、1940年8月15日 - 2019年7月21日）は、日本の生物物理学者。名古屋大学名誉教授。元日本生物物理学会会長。朝倉昌、大沢文夫の門下生。理学博士。バイオ系超分子・ソフトナノマシンの日本のリーダーの1人。

## 概要
名古屋大学の理学研究科・分子生物学専攻の大学院生の時から、朝倉昌、大沢文夫のもとで、細菌の鞭毛タンパク質であるフラジェリンのインビトロでの重合・脱重合を生物物理学的に研究した。この研究を30代前半までつづけ、いくつかの論文を発表していた。細菌の遊泳運動は光学顕微鏡で観察できるが、運動器官である鞭毛は細いために光学顕微鏡では観察できない。乾燥して電子顕微鏡で観察するしかなかった。また、構成タンパク質であるフラジェリンは電子顕微鏡でも見えないほど小さいので、分子として研究していた。
光学顕微鏡の分解能は300nmだが、細菌の鞭毛の太さは約15nmと細く、光学顕微鏡の分解能の1/20である。従って、世界中の誰もが、光学顕微鏡で1本の鞭毛を観察するのは不可能だと思い込んでいた。ところが、1974年、米国イエール大学のマクナブは、コペルニクス的転回で、高輝度照明下での暗視野顕微鏡を用い、溶液中の1本の鞭毛を観察することに世界で初めて成功した。
1975年、京都大学理学部生物物理学教室で独立した研究室を運営していた宝谷は、この実験方法を、いち早く、日本に導入した。溶液中の鞭毛運動のビデオ撮影に成功し、鞭毛運動の解析、鞭毛の不連続伸長、ポリモーフィズム（多形性）など、基本的データを次々と得ることに成功する。一方、従来見えないと思われていた鞭毛以外の生物線維にもこの観察法を適用し、また、日本の他の研究者にも普及発展させた。そのことで、日本の暗視野顕微鏡の世界のトップランナー時代が築かれた。
宝谷は、同じ方法を用いて、1986年、対象を細菌の鞭毛だけでなく、微小管に広げ、さらに、リポソームを用いた人工細胞へと広げ、生物のマイクロマシン、ナノテクノロジーへと発展させた。

## 言葉
- 創造的な研究を推進するための最重要な要因はチームリーダの素質である[7]
- 未来を作り出していくものは私たち自身のなかにある希望である[8]

## 略歴
- 1963年 神戸大学理学部物理学科卒業
- 1969年 名古屋大学理学研究科博士課程修了
- 1971年 京都大学理学部生物物理学教室 助手
- 1977年 ニューヨーク州立大学（米国） 客員研究員
- 1980年 京都大学理学部生物物理学教室 助教授
- 1986年 新技術開発事業団 「超分子柔構造プロジェクト」 総括責任者 併任
- 1989年 帝京大学理工学部 教授
- 1991年 名古屋大学理学部 教授
- 1996年 日本生物物理学会 会長
- 2002年 科学技術支援機構 「ソフトナノマシン等の高次機能構造体の構築と利用」 総括責任者 併任
- 2004年 名古屋大学理学部 定年退官、同大学名誉教授

## 主な著書
- 宝谷紘一・江刺正喜『マイクロマシン－賢く働く微小機械』読売新聞社、1991年。 ISBN 4643911301
- 宝谷紘一・木下一彦 編著『限界を超える生物顕微鏡―見えないものを見る』学会出版センター、1991年。 ISBN 978-4762246531
- 秋吉一成・辻井薫・奥直人・久保井亮一・宝谷紘一『リポソーム応用の新展開―人工細胞の開発に向けて』エヌ・ティー・エス、2005年。 ISBN 978-4860430856